# یواس‌اس مانریو (آی‌دی-۲۰۵۴)
یواس‌اس مانریو (آی‌دی-۲۰۵۴) (به انگلیسی: USS Munrio (ID-2054)) یک کشتی بود که طول آن ۳۴۶ فوت ۶ اینچ (۱۰۵٫۶۱ متر) بود. این کشتی در سال ۱۹۱۶ ساخته شد.